# Jacobus van Baars
Jacobus Joannes van Baars, bekend als monseigneur Ambrosius van Baars, O.P. (Tiel, 6 april 1854 - Rotterdam, 25 maart 1910) was een Nederlands geestelijke van de Rooms-Katholieke Kerk.
Hij was zoon van Helena van Wichen en leidekker Jacobus van Baars. Van Baars trad op 28 oktober 1873 in bij de orde der dominicanen. Zijn priesterwijding vond plaats op 15 augustus 1879. Van 1879 tot 1881 was hij werkzaam als docent aan het Sint-Dominicuscollege in Nijmegen, waar hij eerder gestudeerd had. 
In 1881 vertrok Van Baars naar Curaçao, waar hij werkzaam was voor de missie aldaar.  Hij was er onder meer pastoor van de Sint-Annakerk in Otrabanda. Toen Henricus Joosten, de apostolisch vicaris van Curaçao, in maart 1895 wegens gezondheidsredenen moest terugkeren naar Nederland, benoemde hij Van Baars tot provicaris (tijdelijk plaatsvervanger). Het lag in de bedoeling Van Baars vervolgens te benoemen tot vicaris-coadjutor (secundant met opvolgingsrecht), maar Joosten overleed in 1896 voordat de hiertoe benodigde formaliteiten waren afgerond. Op 15 februari 1897 werd Van Baars benoemd tot apostolisch vicaris  van Curaçao en titulair bisschop van Teuchira. Zijn bisschopswijding vond plaats op 23 mei 1897. 
In juni 1909 vertrok Van Baars om gezondheidsredenen naar Nederland. Op 14 januari 1910 verleende de paus hem ontslag uit zijn functie. Hij overleed twee maanden later aan hartklachten in het Sint-Anthoniusgesticht. Zijn plannen om Suriname en zijn oude missiepost te bezoeken konden niet meer tot uitvoer gebracht worden; hij regelde nog wel zijn ontslag als vicaris. Hij werd te Rotterdam begraven. Hij was ridder in de Orde van de Nederlandse Leeuw.